# میولنیر ۸۵۵۸۵
سیارک ۸۵۵۸۵ (به انگلیسی: 85585 Mjolnir، نامگذاری:1998FG2) هشتاد و پنج هزار و پانصد و هشتاد و پنجمین سیارک کشف شده‌است که در ۲۱ مارس ۱۹۹۸ کشف شد.